# Johannes Laurell
Johannes Daniel Laurell (i riksdagen kallad Laurell i Skredsvik), född 14 februari 1852 i Mjöbäcks församling, Älvsborgs län, död 19 mars 1933 i Skredsviks församling, Göteborgs och Bohus län, var en svensk präst och politiker.
Laurell var kyrkoherde i Skredsviks pastorat efter sin far, Johan Larsson, och prost i Älvsyssels norra kontrakt. Han var ledamot av riksdagens andra kammare mandatperioden 1897–1899, invald i Lane och Stångenäs härads valkrets i Göteborgs och Bohus län.